# Kladno (stacja kolejowa)
Kladno – stacja kolejowa w Kladnie, w kraju środkowoczeskim, w Czechach. Jest jedną z wielu stacji i przystanków położonych na terenie Kladna, a zarazem najdalej na południe wysuniętą od centrum miasta. Znajduje się na wysokości 410 m n.p.m.
Na stacji istnieje możliwość zakupu biletów na wszystkiego rodzaju pociągi w tym również międzynarodowe. 

## Linie kolejowe
- 093 Kralupy nad Vltavou - Kladno
- 120 Kladno - Lužná u Rakovníka - Rakovník